# Hylaeus perforatus
Hylaeus perforatus is een vliesvleugelig insect uit de familie Colletidae. De wetenschappelijke naam van de soort is voor het eerst geldig gepubliceerd in 1873 door Smith.